# イネス・シュベルトナー
イネス・シュベルトナー（ドイツ語: Ines Schwerdtner、1989年8月26日 - ）は、ドイツのジャーナリスト、政治家。左翼党共同党首、連邦議会議員。

## 経歴
ザクセン州ヴェルダウで生まれ、4歳の時にハンブルクに移り住んだ。ベルリン自由大学で政治学と英語を学んだ。2014年にフランクフルト・アム・マインに移り、政治理論の修士号を取得。
2014年からマルクス主義系の学術雑誌であるダス・アルグメントの総合コーディネーターを務めた。2020年には、社会主義雑誌のジャコビンのドイツ語版の創刊に携わり編集長となった。
2023年に左翼党に入党。2024年の欧州議会議員選挙に立候補したが、落選。同年の党大会で、ヤン・ファン・アーケンとともに左翼党の共同党首に選出された。
2025年の連邦議会選挙では、ゲジーネ・レッチュの後継としてベルリン＝リヒテンベルク選挙区から立候補することとなった。シュベルトナーは得票率34.01%で首位となり、同選挙区の議席を獲得した
。